# Григорюк, Виктор Иванович
Ви́ктор Ива́нович Григорю́к (25 апреля 1944, Николаевск-на-Амуре, Нижнеамурская область — 16 января 2020, Ярославль) — советский и российский актёр театра и кино, заслуженный артист Российской Федерации (1995), лауреат премии имени Ф. Волкова.

## Биография
Родился 25 апреля 1944 года в Николаевске-на-Амуре. В первой половине 50-х переехал в Саратов, где воспитывался в детском доме из-за сложного положения в семье.
В 1960 году поступил в Саратовское театральное училище имени И. Слонова (мастерская А. Василевского), которое окончил в 1964 г. После выпуска работал в различных театрах по всей РСФСР — от Хабаровска до Ладоги.
С 1986 года — актёр Ярославского ТЮЗа, с 2003 — Ярославского Камерного театра под руководством Владимира Воронцова.
Скончался на 76-м году жизни 16 января 2020 года в Ярославле после продолжительной болезни.

## Основные работы в кино
- 2019 — Куба. Личное дело — Иван Никитич Сперанский
- 2019 — Ростов — «Барон», авторитетный вор
- 2014 — СМЕРШ — смотритель имения
- 2014 — Метеорит — Шмидт, директор краеведческого музея
- 2013 — Пепел — эпизод
- 2009 — Снег на голову
- 2009 — Морской патруль — 2
- 2008 — Река-море
- 2008 — Морской патруль
- 2008 — Клоуны
- 2007 — Молодой Волкодав
- 2005 — Подкидной — отец Николай, священник
- 2004 — Боец — Виктор Иванович Соломин («Сиплый», вор-карманник)
- 1990 — Кошмар в сумасшедшем доме
- 1989 — Нечистая сила
- 1989 — Молодой человек из хорошей семьи
- 1987 — Команда 33
- 1985 — Тайна Золотой горы
- 1983 — Семён Дежнёв — Герасим Анкудинов